# Sigrid Aas
Sigrid Aas (* 3. Dezember 1980) ist eine ehemalige norwegische Skilangläuferin.

## Werdegang
Aas, die für den Strindheim IL startete, lief im Januar 2003 in Rumford ihr erstes Rennen im Continental-Cup und belegte dabei den 13. Platz über 15 km klassisch. Im Rennen über 5 km klassisch errang sie dort den dritten Platz. Im Januar 2004 gewann sie den Continental-Cup in Mt. Itasca über 5 km Freistil. Ihr Debüt im Weltcup hatte sie im Februar 2004 in Stockholm, das sie auf dem 33. Platz im Sprint beendete. Im selben Monat holte sie in Drammen beim dritten Weltcupstart mit dem 28. Platz im Sprint ihre ersten Weltcuppunkte. In der Saison 2006/07 erreichte sie mit vier Top-Zehn-Platzierungen den achten Platz in der Gesamtwertung des Scandinavian-Cups. Im Weltcup errang sie mit drei Platzierungen in den Punkterängen den 64. Platz im Gesamtweltcup und den 35. Platz im Sprintweltcup. Dabei erreichte sie im März 2007 mit Platz 13 im Sprint in Drammen ihr bestes Resultat im Weltcupeinzel. Im Dezember 2007 siegte sie im Sprint beim FIS-Rennen in Gålå. In der Saison 2007/08 gelang ihr der 15. und in der Saison 2008/09 der 11. Platz in der Gesamtwertung des Scandinavian-Cups. Ihr 21. und damit letztes Weltcuprennen absolvierte sie im März 2009 in Trondheim, welches sie auf dem 21. Platz im Sprint beendete.

## Siege bei Continental-Cup-Rennen
| Nr. | Datum           | Ort        | Disziplin     | Serie           |
| --- | --------------- | ---------- | ------------- | --------------- |
| 1.  | 18. Januar 2004 | Mt. Itasca | 5 km Freistil | Continental Cup |

## Weltcup-Gesamtplatzierungen
| Saison  | Gesamt | Gesamt | Distanz | Distanz | Sprint | Sprint |
| Saison  | Punkte | Platz  | Punkte  | Platz   | Punkte | Platz  |
| ------- | ------ | ------ | ------- | ------- | ------ | ------ |
| 2003/04 | 3      | 95.    | -       | -       | 3      | 59.    |
| 2004/05 | 23     | 68.    | -       | -       | 23     | 43.    |
| 2005/06 | 6      | 109.   | -       | -       | 6      | 71.    |
| 2006/07 | 38     | 64.    | 5       | 77.     | 33     | 35.    |
| 2007/08 | 9      | 84.    | -       | -       | 9      | 63.    |
| 2008/09 | 10     | 96.    | -       | -       | 10     | 66.    |